# Coppa Italia Dilettanti (Fase Interregionale) 1990-1991
La fase Interregionale della Coppa Italia Dilettanti 1990-1991 è un trofeo di calcio cui partecipano le squadre militanti nel Campionato Interregionale 1990-1991. Questa è la 10ª edizione. La vincitrice si qualifica per la finale della Coppa Italia Dilettanti 1990-1991 contro la vincitrice della fase Promozione.

## Primo turno
```
GIRONE ??

23.08.1990 
Ventimiglia
 - Savona              0-1
29.08.1990 
Pinerolo
 - Savona                 1-1
02.09.1990 Savona - Intermonregalese         5-1
05.09.1990 Savona - 
Saviglianese
             1-1

GIRONE 12

23.08.1990 Conegliano - 
Opitergina
           1-1
23.08.1990 Ponte di Piave - Sacilese	     1-2
26.08.1990 Belluno - Conegliano	             3-1
26.08.1990 Opitergina - Sacilese	     0-2
29.08.1990 Opitergina - Ponte di Piave	     ?
29.08.1990 Sacilese - Belluno	 	     ?
02.09.1990 Conegliano - Ponte di Piave	     1-1
02.09.1990 Belluno - Opitergina	             1-1
05.09.1990 Ponte di Piave - Belluno          ?
05.09.1990 Sacilese - Conegliano	     0-1 (passano 
Sacilese
, 
Conegliano
 e 
Belluno
)

GIRONE 13

23.08.1990 Pro Gorizia - 
Centro del Mobile
   1-0
23.08.1990 
San Giovanni
 - Monfalcone	     1-2
26.08.1990 Sevegliano - Pro Gorizia	     2-2
26.08.1990 Centro del Mobile - San Giovanni  2-1
29.08.1990 Centro del Mobile - Monfalcone    ?
29.08.1990 San Giovanni - Sevegliano	     1-0
02.09.1990 Monfalcone - Pro Gorizia	     1-1
02.09.1990 
Sevegliano
 - Centro del Mobile    1-1
05.09.1990 Pro Gorizia - San Giovanni        2-0
05.09.1990 Monfalcone - Sevegliano           2-1 (passano 
Pro Gorizia
 e 
Monfalcone
)

GIRONE 21

26.08.1990 Gualdo-Audax Piobbico             1-0
29.08.1990 
Vadese
-Gualdo                     1-2
02.09.1990 Gualdo-
Urbino
                     2-1
05.09.1990 Urbania-Gualdo                    1-2
Il 
Gualdo
 si qualifica al 2º turno

GIRONE 22

23.08.1990 Ellera - Bastia                   3-3
23.08.1990 Nuova Spoleto - Foligno	     0-1
26.08.1990 Bastia - Foligno	             3-2
26.08.1990 Narnese - Ellera                  2-1
29.08.1990 Nuova Spoleto - Narnese           1-2
29.08.1990 Foligno - Ellera	             0-3
02.09.1990 Narnese - Bastia	             2-2
02.09.1990 Ellera - Nuova Spoleto            3-1
05.09.1990 Bastia - Nuova Spoleto            2-1
05.09.1990 Foligno - Narnese                 0-0 (passano 
Narnese
, 
Bastia
 ed Ellera)

GIRONE ???

L'
Avezzano
 era in girone con 
Rieti
, 
Tivoli
, 
Luco dei Marsi
 e Spes Montesacro

GIRONE 33

Agropoli
 6,  
Solofra
 5, Ebolitana 4, Praia 3, Moliterno 0

GIRONE 34

Cerignola
 6, 
Bitonto
 5, Matera 5, Terlizzi 4, Manfredonia 0

GIRONE 35

Putignano
 7, 
Massafra
 6, Leporano 5, Francavilla Fontana 2, Noci ?

GIRONE 36

Matino
 7, 
Galatina
 6, Brindisi 5, Maglie 2, Tricase 0

GIRONE 37

Pisticci
6, 
Nuova Rossanese
 5, Cariatese 4, Policoro 3, Cirò Marina 2
```

## Secondo turno
```
GIRONE ???

27.09.1990 Sammargheritese - Savona         1-2
11.10.1990 
Valenzana
 - 
Sammargheritese
      ?
01.11.1990 Savona - Valenzana               1-0 (passa il 
Savona
)

GIRONE 10

27.09.1990 Pro Gorizia - Montebelluna       ?
11.10.1990 Belluno - Pro Gorizia            0-2
01.11.1990 Montebelluna - 
Belluno
           5-0 (passa il 
Montebelluna
)

GIRONE 11

27.09.1990 Monfalcone - Venezia             2-0
11.10.1990 
Venezia
 - 
Rovigo
                 3-0
01.11.1990 Rovigo - Monfalcone              0-0 (passa il 
Monfalcone
)

GIRONE ???

26.09.1990 
Colligiana
 - 
Ellera
              1-1
10.10.1990 Gualdo - Colligiana              6-0
01.11.1990 Ellera - Gualdo                  1-2 (passa il 
Gualdo
)

GIRONE ???

26.09.1990 Alabastri Volterra - Bastia      1-0
10.10.1990 Bastia - Bozzano                 1-2
01.11.1990 Bozzano - Alabastri Volterra     ? (passa il ?)

GIRONE 18

26.09.1990 
Tivoli
 - 
Civitavecchia
           ?
11.10.1990 Narnese - Tivoli                 1-1
01.11.1990 Civitavecchia - Narnese          0-1 (passa la 
Narnese
)

GIRONE ???

L'
Avezzano
 elimina 
Sora
 e 
ALMAS
```

## Sedicesimi di finale
| Squadra 1        | Totale          | Squadra 2              | Andata     | Ritorno    |
| ---------------- | --------------- | ---------------------- | ---------- | ---------- |
| SEDICESIMI       | SEDICESIMI      | SEDICESIMI             | 14.02.1991 | 07.03.1991 |
| (VDA) Aosta      | 2 – 4           | Savona (LIG)           | 2 – 1      | 0 – 3      |
| (FVG) Monfalcone | ?               | San Lazzaro (E.R)      | 1 – 2      | ?          |
| (LOM) Vogherese  | 2 – 2 (6-5 dtr) | Narnese (UMB)          | 1 – 1      | 1 – 1      |
| (UMB) Gualdo     | 4 – 0           | Anziolavinio (LAZ)     | 1 – 0      | 3 – 0      |
| (ABR) Avezzano   | ?               | Audace Cerignola (PUG) | ?          | ?          |

## Ottavi di finale
| Squadra 1      | Totale | Squadra 2                  | Andata     | Ritorno    |
| -------------- | ------ | -------------------------- | ---------- | ---------- |
| OTTAVI         | OTTAVI | OTTAVI                     | 20.03.1991 | 04.04.1991 |
| (LIG) Savona   | 2 – 1  | Giaveno Coazze Argus (PIE) | 2 – 0      | 0 – 1      |
| (ABR) Avezzano | 1 – 0  | Gualdo (UMB)               | 1 – 0      | 0 – 0      |

## Quarti di finale
| Squadra 1       | Totale | Squadra 2       | Andata | Ritorno |
| --------------- | ------ | --------------- | ------ | ------- |
| (TOS) Pistoiese | 1 – 2  | Savona (LIG)    | 1 – 0  | 0 – 2   |
| (ABR) Avezzano  | ?      | Casalotti (LAZ) | ?      | ?       |

## Semifinali
| Squadra 1      | Totale | Squadra 2          | Andata | Ritorno |
| -------------- | ------ | ------------------ | ------ | ------- |
| (LIG) Savona   | 6 – 0  | Darfo Boario (LOM) | 2 – 0  | 4 – 0   |
| (ABR) Avezzano | ?      | Benevento (CAM)    | ?      | ?       |

## Finale
| Squadra 1    | Totale          | Squadra 2      | Andata     | Ritorno    |
| ------------ | --------------- | -------------- | ---------- | ---------- |
| FINALE       | FINALE          | FINALE         | ??.06.1991 | 12.06.1991 |
| (LIG) Savona | 0 – 0 (6-5 dtr) | Avezzano (ABR) | 0 – 0      | 0 – 0      |